# Laurence Mark

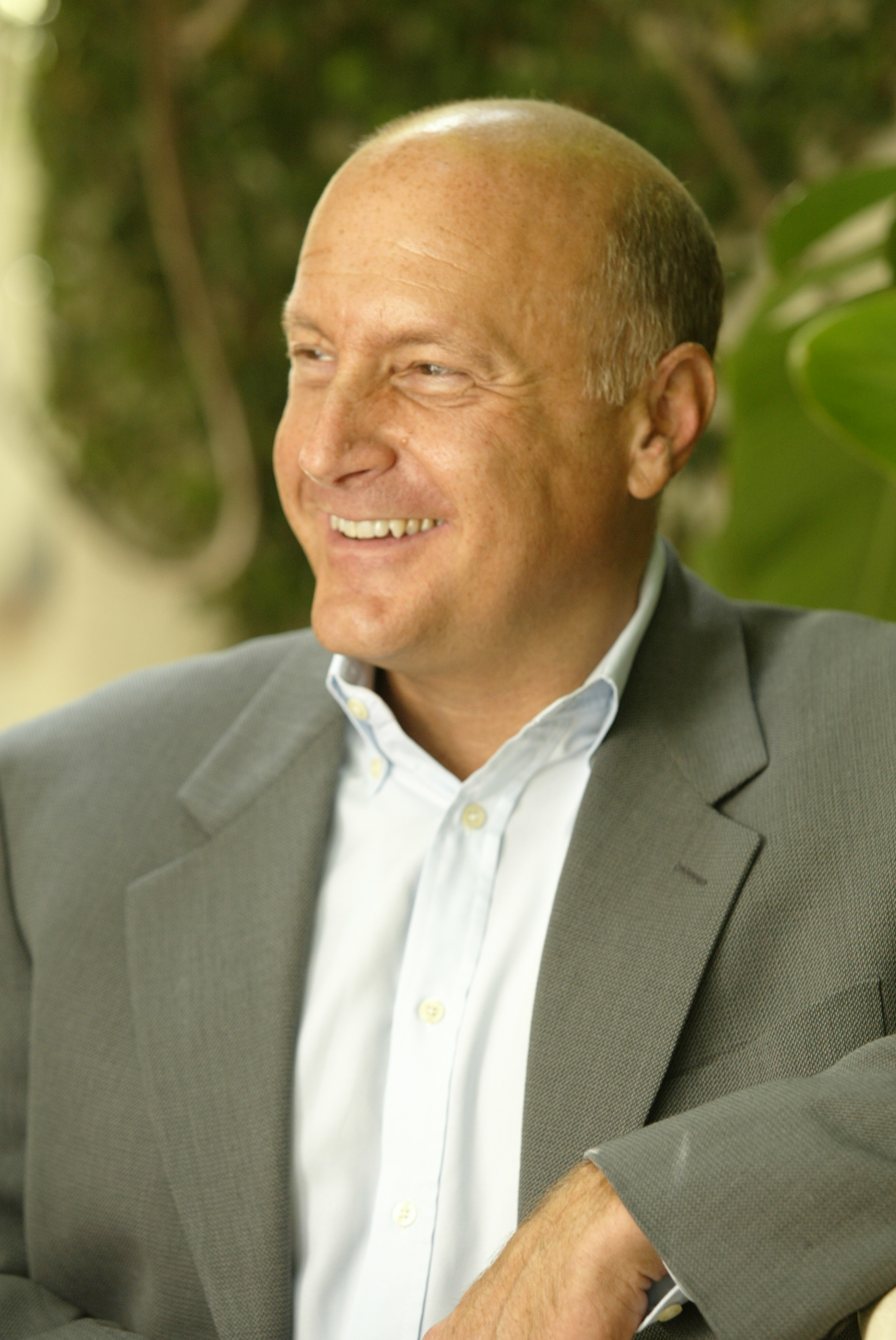
Laurence Mark

Laurence Mark (* ca. 1949) ist ein US-amerikanischer Filmproduzent.

## Leben
Mark besuchte zunächst die Wesleyan University und schloss sein Studium an der New York University mit dem Mastertitel in Film ab. Anschließend absolvierte er ein kurzes Praktikum bei United Artists, woraufhin er eine Anstellung als Produktionsassistent erhielt. Er wechselte dann zu Paramount Pictures, wo er zunächst eine leitende Funktion im Marketing begleitete und zum Vizepräsidenten der Produktionsabteilung aufstieg. Er wechselte daraufhin in gleicher Position zu 20th Century Fox. Mark gründete später seine eigene Produktionsgesellschaft, mit der er einen langfristigen Vertrag mit Columbia Pictures abschloss.
Seine erste Filmproduktion war der Thriller Die schwarze Witwe von 1987. Nach Filmen aus verschiedenen Sparten wie der Filmkomödie Meine Stiefmutter ist ein Alien, dem Filmdrama Der Preis der Macht und dem Piratenfilm Die Piratenbraut erhielt er 1997 eine Oscar-Nominierung für den Sportfilm Jerry Maguire – Spiel des Lebens. Zu seinen weiteren Produktionen zählten Besser geht’s nicht sowie das Filmdrama Dreamgirls, welche jeweils mit drei Golden Globe Awards und zwei Oscars ausgezeichnet wurden.
1996 produzierte Mark die Broadwayproduktion Big, 2009 wurde er für seine Produktion der Oscar-Verleihung für den Emmy nominiert.

## Filmografie (Auswahl)
- 1987: Die schwarze Witwe (Black Widow)
- 1988: Die Waffen der Frauen (Working Girl)
- 1988: Meine Stiefmutter ist ein Alien (My Stepmother Is an Alien)
- 1989: Cookie – Die Tochter des Paten (Cookie)
- 1990: Mr. Destiny
- 1991: Der Preis der Macht (True Colors)
- 1993: Sister Act 2 – In göttlicher Mission (Sister Act 2: Back in the Habit)
- 1995: Die Piratenbraut (Cutthroat Island)
- 1996: Jerry Maguire – Spiel des Lebens (Jerry Maguire)
- 1997: Besser geht’s nicht (As Good as It Gets)
- 1997: Romy und Michele (Romy and Michele’s High School Reunion)
- 1998: Octalus – Der Tod aus der Tiefe (Deep Rising)
- 1998: Liebe in jeder Beziehung (The Object of My Affection)
- 1998: Simon Birch
- 1999: Der 200 Jahre Mann (Bicentennial Man)
- 1999: Überall, nur nicht hier (Anywhere But Here)
- 2000: Forrester – Gefunden! (Finding Forrester)
- 2000: Aufgelegt! (Hanging Up)
- 2001: Glitter – Glanz eines Stars (Glitter)
- 2004: I, Robot
- 2006: Dreamgirls (2006) (Produzent)
- 2006: Noch einmal Ferien (Last Holiday)
- 2007: Die Regeln der Gewalt (The Lookout)
- 2009: Julie & Julia
- 2010: Woher weißt du, dass es Liebe ist? (How Do You Know)
- 2013: Last Vegas
- 2014: Reine Männersache (Date and Switch)
- 2017: Flatliners
- 2017: Greatest Showman (The Greatest Showman)
- 2017: When We Rise (Fernsehserie)
- 2022: Lady Chatterleys Liebhaber (Lady Chatterley’s Lover)

## Auszeichnungen
- 1997: Oscar-Nominierung für Jerry Maguire – Spiel des Lebens
- 2002: Goldene-Himbeere-Nominierung für Glitter – Der Glanz eines Stars
- 2007: PGA-Award-Nominierung für Dreamgirls
- 2008: Independent Spirit Award für Die Regeln der Gewalt
- 2009: Emmy-Nominierung für Oscar 2009 – Die Academy Awards

## Broadway
- 1996: Big